# Most nad Missisipi
Most nad Missisipi – powieść dla młodzieży Ewy Przybylskiej z 2012 roku. Została nagrodzona przez Polską Sekcję IBBY w konkursie Książka Roku ogłoszonym w 2013 w kategorii najlepsza książka dla młodzieży (nagroda literacka), a także zgłoszona na Listę Honorową IBBY 2016, na którą trafiają książki z całego świata (zgłaszają je narodowe sekcje IBBY).

## O fabule
Most nad Missisipi to symbol porozumienia i pomocy w potrzebie. Przerzuca go Kuba, narrator a zarazem główny bohater powieści, aby nawiązać niezwykłą przyjaźń ze starszą panią z sąsiedztwa. Oboje zmuszeni są zmagać się ze światem, który w równym stopniu jest wrogi dzieciom, co ludziom starym. Oboje – jedenastolatek z zielonym irokezem na głowie i złożona chorobą pani Teodora – bytują na marginesie rzeczywistości, nikomu niepotrzebni, wszystkim obojętni. Historię akcji ratunkowej, którą Kuba wymyśla, żeby pomóc przyjaciółce, czytelnik poznaje z jego perspektywy. Jest to perspektywa niezwykła, bo marginalna, częściowo żabia, częściowo z lotu ptaka. Chłopiec, na którego nikt nie zwraca uwagi, tworzy własny obraz rzeczywistości, złożony ze strzępków faktów, emocji, rozmów i literatury. W tym świecie najbliższą osobą jest pani Teodora, mityczna Lete, a matka nieznanego ojca to podejrzana uzurpatorka. 
Powieść zachwyca niebanalnym pomysłem fabularnym, a także stylem narracji, emocjonalnym, urywanym i prawdziwym, wpuszczającym czytelnika na chwilę w intymny świat przeżyć nastoletniego bohatera (z recenzji Anny Marii Czernow, jurorki konkursu Książka Roku PS IBBY 2013).